# Kim Thompson
Pour les articles homonymes, voir Thomson.
Kim Thompson (né le 25 septembre 1956 au Danemark et mort le 19 juin 2013 ) est un éditeur et traducteur de bande dessinée américain né danois. Il a travaillé de 1977 à 2013 pour Fantagraphics, dont il était l'un des propriétaires.

## Biographie
Arrivé aux États-Unis fin 1977, il entre quelques mois plus tard au Comics Journal de Fantagraphics. En 1978, il sauve la maison d'édition de la faillite en investissant un héritage et en devient copropriétaire avec Gary Groth. Lorsque le fanzine de Seattle se professionnalise et se met à publier des bandes dessinées en 1981, Thompson promeut activement la bande dessinée européenne, tout en étant l'éditeur de nombreux auteurs américains à succès (Peter Bagge, Chris Ware, Stan Sakai, Linda Medley, etc.). Les années suivantes, il dirige plusieurs revues : Amazing Heroes (1982-1992), Critters (1985-1990) et Zero zero (1995-2000). Revenu à l'édition d'albums dans les années 2000, il est notamment à l'origine de la traduction de Jacques Tardi, Jason, Lewis Trondheim, Killoffer, Émile Bravo, David B., Joost Swarte ou encore Nicolas Mahler par Fantagraphics.
Son dernier ouvrage majeur en tant qu'éditeur chez Fantagraphics est la réédition restaurée et enrichie des Aventures de Jodelle de Guy Peellaert, dont il propose également une nouvelle traduction en langue anglaise.
Diagnostiqué avec un cancer des poumons en février 2013, il meurt quatre mois plus tard.

## Récompenses
- 2001 : Prix Inkpot
- 2013 : Prix Eisner du meilleur recueil patrimonial (comic strip) pour Pogo t. 2 (avec Carolyn Kelly)
- 2023 : inscrit au temple de la renommée Will Eisner, pour l'ensemble de son œuvre[3]